# Lipje (Srebrenik, BiH)
Lipje je naseljeno mjesto u sastavu općine Srebrenik, Federacija Bosne i Hercegovine, BiH.

## Stanovništvo
| Lipje              |       |
| godina popisa      | 1991. |
| Muslimani          | 284   |
| Srbi               | 0     |
| Hrvati             | 0     |
| Jugoslaveni        | 4     |
| ostali i nepoznato | 2     |
| ukupno             | 290   |